# ニールス・ラン・ドーキー
ニールス・ラン・ドーキー（Niels Lan Doky、1963年10月3日 - ）は、デンマークのコペンハーゲン出身のジャズ・ピアニスト、音楽プロデューサーである。
コペンハーゲンでベトナム人の父親とデンマーク人の母親の間に生まれた。父親は医者として働いていたが、かつてはクラシック・ギターをたしなみ、ニールスも幼少時はギターを習っていた。12歳の時にピアノへと転向し、1980年代の前半はバークリー音楽大学へと通っていた。
いままでに数多くのレコードを製作しており、中には彼の弟クリス・ミン・ドーキーとのベースとのユニット「ザ・ドーキー・ブラザーズ」名義で出したものや、ニールス＝ヘニング・エルステッド・ペデルセンやジョン・スコフィールドと共に出したものもある。

## ディスコグラフィ

### リーダー・アルバム
- Here or Then (1986年、Storyville)
- 『ターゲット』 - The Target (1986年、Storyville)
- 『ザ・トゥルース〜ライヴ・アット・モンマルトル』 - The Truth - Live At Montmartre (1987年、Storyville) ※with ボブ・バーグ
- 『デイブレイク』 - Daybreak (1988年、Storyville)
- 『クロース・エンカウンター』 - Close Encounter (1989年、Storyville)
- 『ドリームス』 - Dreams (1990年、Milestone)
- 『フレンドシップ』 - Friendship (1991年、Milestone)
- Paris by Night (1992年、Soul Note)
- 『マンハッタン・ポートレイト』 - Manhattan Portrait (1993年、Maracatu)
- 『ミスティ・ドーン』 - Misty Dawn (1994年、Columbia) ※with ニールス＝ヘニング・エルステッド・ペデルセン、アレックス・リール
- Doky Brothers (1996年、Blue Note)
- Doky Brothers 2 (1997年、Blue Note)
- 『ティアーズ・イン・ヘヴン』 - Niels Lan Doky (1998年、Verve Forecast)
- Asian Session (1999年、EmArcy)
- Haitek Haiku (2001年、EmArcy) ※フィーチャリング・ジノ・ヴァネリ
- 『カフェ・モンマルトルからの眺め』 - Cafe en Plein Air (2001年) ※トリオ・モンマルトル名義
- 『スペイン』 - Spain (2002年、Key'stone) ※トリオ・モンマルトル名義併記
- 『ローマの想い出』 - Casa Dolce Casa (2002年) ※トリオ・モンマルトル名義
- 『ザ・ルック・オブ・ラヴ』 - The Look Of Love (2003年) ※トリオ・モンマルトル名義併記
- 『モンマルトルの夜をもう一度』 - Music From The Motion Picture: Between A Smile And A Tear (A Tribute To Jazzclub Montmartre In Copenhagen) (2004年) ※サウンドトラック
- 『北欧へのオマージュ』 - Scandinavian Reminiscence (2005年、Label Ames) ※トリオ・モンマルトル名義併記
- 『展覧会の絵〜ロシア紀行』 - The Russian Album (2007年、Copenhagen) ※トリオ・モンマルトル名義併記
- 『リターン・トゥ・デンマーク』 - Return to Denmark (2010年、BRO)
- Human Behavior (2011年、BRO)
- 『北欧の詩』 - Scandinavian Standards (2013年)
- 『インプロビゼーション・オン・ライフ』 - Improvisation On Life (2017年)